# John Derek Persaud
John Derek Persaud, né le 28 août 1956 à Georgetown, est un prélat de l’Église catholique de la Jamaïque. Il est évêque du diocèse de Mandeville.

## Biographie
Il est ordonné prêtre du diocèse de Georgetown le 14 juillet 1985,. Il sert par la suite le diocèse de Georgetown en tant que curé et vicaire général.